# Parc provincial de Blow Me Down
Le parc provincial de Blow Me Down (anglais : Blow Me Down Provincial Park) est un parc provincial de Terre-Neuve-et-Labrador (Canada) situé à 60 km de Corner Brook. Le parc comprend des sentiers offrant des points de vue sur la Bay of Islands (en).